# Cal Bieló (el Prat de Llobregat)
Cal Bieló és una masia del Prat de Llobregat (Baix Llobregat) inclosa a l'Inventari del Patrimoni Arquitectònic de Catalunya.

## Descripció
Masia que correspon a la tipologia 1.II de l'esquema de l'arquitecte Josep Danés i Torras. Presenta la façana orientada a mar i consta de planta baixa i pis. La teulada és a dues vessants al cos principal o habitació, té un cos lateral d'un pis i coberta a una sola vessant destinat a usos agropecuaris. Els materials constructius són pobres. Hi predominat la maçoneria sobre la pedra.